# Ізак Аджар
Іза́к Алекса́ндр Аджа́р (фр. Isack Alexandre Hadjar, араб. إسحاق حجار; нар. 28 вересня 2004) — французький і алжирський автогонщик, який виступає у Формулі-1 за команду Racing Bulls.
Народився та виріс у Парижі в алжирській родині, Аджар почав займатись картигом у віці семи років. Після дебюту в гонках на спортивних автомобілях у чемпіонаті Ginetta Junior Winter Series Аджар перейшов до юніорських формул у 2019 році. Він посів третє місце у французькому чемпіонаті Формули-4 у 2020 році з командою FFSA Academy, перш ніж перейти до Європейського чемпіонату Регіональної Формули у 2021 році, де здобув кілька перемог та завершив свій дебютний сезон п'ятим у чемпіонаті. В 2022 році він взяв участь в Азійському чемпіонаті Регіональної Формули та чемпіонаті Формули-3 FIA з Hitech, посівши в них третє та четверте місця відповідно, а також здобувши по декілька перемог в обох чемпіонатах. У 2023 році Аджар перейшов у чемпіонат Формули-2 FIA, посівши друге місце після Ґабріеля Бортолето наступного сезону з командою Campos Racing.
В 2022 році Аджар став членом юніорської команди Red Bull та дебютував за кермом боліда Формули-1 під час вільного заїзду на Гран-прі Мехіко 2023 року. У 2025 році Аджар має стати партнером Юкі Цуноди в команді RB, замінивши Ліама Ловсона.

## Особисте життя
Ізак Александр Аджар народився 28 вересня 2004 року в Парижі, Франція, в алжирській родині лікарів. Його батько, Яссін Аджар, також був картинговим механіком. Він має подвійне громадянство Франції та Алжиру.
Аджар зацікавився автоспортом після перегляду мультфільму Pixar «Тачки». Його батьки купили йому перший карт, коли йому було сім років, через рік після того, як він почав дивитися Формулу-1.

## Формула-1
16 червня 2021 року в Red Bull Racing оголосили, що Аджар стане членом юніорської команди Red Bull у 2022 році.
Аджар дебютував за кермом боліда Формули-1 під час вільного заїзду на Гран-прі Мехіко 2023 року за команду Scuderia AlphaTauri. Напередодні вихідних Аджар зізнався, що відчуває «побоювання», тому що раніше не їздив на боліді Формули-1. Він закінчив сесію сімнадцятим загалом та другим серед п'яти новачків, які брали участь. Згодом він виступив з Red Bull під час вільного заїзду в Абу-Дабі, закінчивши сесію знову на 17-му місці.
У липні 2024 року Аджар взяв участь у своєму першому вільному заїзді того року на Гран-прі Великої Британії з Red Bull, завершивши сесію 19-м. Пізніше того ж року Аджар взяв участь у вільному заїзді під час Гран-прі Абу-Дабі, сівши за кермо RB20 Макса Ферстаппена. Він закінчив сесію на 15-му місці.
У вересні 2024 року Аджар замінив Ліама Ловсона на посаді резервного пілота Red Bull Racing і RB, оскільки Ловсон отримав роль основного пілота RB, замінивши Данієля Ріккардо з Гран-прі США 2024 року.

### RB (2025)
Після переходу Ліама Ловсона в Red Bull, Ізак Аджар стане партнером Юкі Цуноди в команді RB і дебютує у Формулі-1 у сезоні 2025 року.

## Результати виступів

### Гоночна кар'єра
| Сезон | Серія                                       | Команда                            | Перегони        | Перемоги        | Поули           | Н/к             | Подіуми         | Очки            | Місце           |
| ----- | ------------------------------------------- | ---------------------------------- | --------------- | --------------- | --------------- | --------------- | --------------- | --------------- | --------------- |
| 2018  | Ginetta Junior Winter Championship          | Elite Motorsport                   | 3               | 0               | 0               | 0               | 0               | 0               | НК              |
| 2019  | Французька Формула-4                        | FFSA Academy                       | 20              | 1               | 0               | 1               | 2               | 118             | 7               |
| 2020  | Формула-4 ОАЕ                               | 3Y Technology                      | 8               | 0               | 0               | 0               | 0               | 56              | 11              |
| 2020  | Французька Формула-4                        | FFSA Academy                       | 21              | 3               | 2               | 6               | 11              | 233             | 3               |
| 2021  | Європейський чемпіонат Регіональної Формули | R-ace GP                           | 20              | 2               | 1               | 3               | 5               | 166             | 5               |
| 2021  | Азійська Формула-3                          | Evans GP                           | 9               | 0               | 0               | 1               | 5               | 95              | 6               |
| 2022  | Азійський чемпіонат Регіональної Формули    | Hitech Grand Prix                  | 15              | 2               | 1               | 2               | 5               | 134             | 3               |
| 2022  | Чемпіонат Формули-3 FIA                     | Hitech Grand Prix                  | 18              | 3               | 1               | 2               | 5               | 123             | 4               |
| 2023  | Чемпіонат Формули-2 FIA                     | Hitech Pulse-Eight                 | 26              | 0               | 0               | 1               | 1               | 55              | 14              |
| 2023  | Гран-прі Макао                              | Hitech Pulse-Eight                 | 1               | 0               | 0               | 0               | 0               | Н/Д             | 7               |
| 2023  | Формула-1                                   | Scuderia AlphaTauri                | Тест-пілот      | Тест-пілот      | Тест-пілот      | Тест-пілот      | Тест-пілот      | Тест-пілот      | Тест-пілот      |
| 2023  | Формула-1                                   | Oracle Red Bull Racing             | Тест-пілот      | Тест-пілот      | Тест-пілот      | Тест-пілот      | Тест-пілот      | Тест-пілот      | Тест-пілот      |
| 2024  | Чемпіонат Формули-2 FIA                     | Campos Racing                      | 28              | 4               | 1               | 2               | 8               | 192             | 2               |
| 2024  | Формула-1                                   | Oracle Red Bull Racing             | Резервний пілот | Резервний пілот | Резервний пілот | Резервний пілот | Резервний пілот | Резервний пілот | Резервний пілот |
| 2024  | Формула-1                                   | Visa Cash App RB F1 Team           | Резервний пілот | Резервний пілот | Резервний пілот | Резервний пілот | Резервний пілот | Резервний пілот | Резервний пілот |
| 2025  | Формула-1                                   | Visa Cash App Racing Bulls F1 Team | 2               | 0               | 0               | 0               | 0               | 0*              | 16*             |

### Формула-1
| Рік      | Команда                            | Шасі                  | Двигун                  | 1      | 2      | 3   | 4   | 5   | 6   | 7   | 8   | 9   | 10  | 11  | 12       | 13  | 14  | 15  | 16  | 17  | 18  | 19       | 20  | 21  | 22       | 23  | 24       | Місце | Очки |
| -------- | ---------------------------------- | --------------------- | ----------------------- | ------ | ------ | --- | --- | --- | --- | --- | --- | --- | --- | --- | -------- | --- | --- | --- | --- | --- | --- | -------- | --- | --- | -------- | --- | -------- | ----- | ---- |
| 2023     | Scuderia AlphaTauri                | AlphaTauri AT04       | Honda RBPTH001 1.6 V6 t | БАХ    | САУ    | АВС | АЗЕ | МАЯ | МОН | ІСП | КАН | АВТ | ВЕЛ | УГО | БЕЛ      | НІД | ІТА | СІН | ЯПО | КАТ | США | МЕХ Тест | САП | ЛВГ |          |     |          | –     | –    |
| 2023     | Oracle Red Bull Racing             | Red Bull RB19         | Honda RBPTH001 1.6 V6 t |        |        |     |     |     |     |     |     |     |     |     |          |     |     |     |     |     |     |          |     |     | АБУ Тест |     |          | –     | –    |
| 2024     | Oracle Red Bull Racing             | Red Bull RB20         | Honda RBPTH002 1.6 V6 t | БАХ    | САУ    | АВС | ЯПО | КИТ | МАЯ | ЕМІ | МОН | КАН | ІСП | АВТ | ВЕЛ Тест | УГО | БЕЛ | НІД | ІТА | АЗЕ | СІН | США      | МЕХ | САП | ЛВГ      | КАТ | АБУ Тест | –     | –    |
| 2025     | Visa Cash App Racing Bulls F1 Team | Racing Bulls VCARB 02 | Honda RBPTH002 1.6 V6 t | АВС НС | КИТ 11 | ЯПО | БАХ | САУ | МАЯ | ЕМІ | МОН | ІСП | КАН | АВТ | ВЕЛ      | БЕЛ | УГО | НІД | ІТА | АЗЕ | СІН | США      | МЕХ | САП | ЛВГ      | КАТ | АБУ      | 16*   | 0*   |
| Джерело: |                                    |                       |                         |        |        |     |     |     |     |     |     |     |     |     |          |     |     |     |     |     |     |          |     |     |          |     |          |       |      |